# O Caxiense
O Caxiense foi um jornal da cidade de Caxias do Sul, Brasil.
Foi lançado em 4 de dezembro de 2009, com uma edição semanal impressa com tiragem de 10 mil exemplares, onde o material informativo é distribuído em seções fixas, e uma edição diária online, com uma estrutura mais dinâmica e com atualizações constantes, focando principalmente no cotidiano da cidade. Na centésima edição, mudou de formato e passou a ser uma revista semanal, com tiragem de 5 mil exemplares. Com isso, O Caxiense passou a ser impresso totalmente colorido, e ganhou novas seções. Seu principal carro-chefe são as reportagens especiais e as seções Platéia, que divulga toda a agenda cultural de eventos do final de semana.
O Caxiense (5 de dezembro de 2009 – 28 de março de 2013) foi um veículo de comunicação independente e focado no jornalismo local, em Caxias do Sul, Rio Grande do Sul. A proposta transmídia, sem repetir conteúdo nas diferentes plataformas, privilegiava a grande reportagem e o jornalismo literário na versão semanal impressa (173 edições). O site era atualizado diariamente com notícias da cidade. De 2009 a 2011, a versão impressa tinha formato de jornal, mudando para revista na edição 100. As versões para iPad, iPhone e Android foram as primeiras do Sul do país no segmento. A versão online dedicava espaço para uso inovador de ferramentas digitais e diálogo aberto com os leitores nas redes sociais.
O Caxiense encerrou suas atividades por falta de anúncios publicitários e por um aumento exorbitante no custo de impressão, que era terceirizada.